# Zdzisław Beksiński

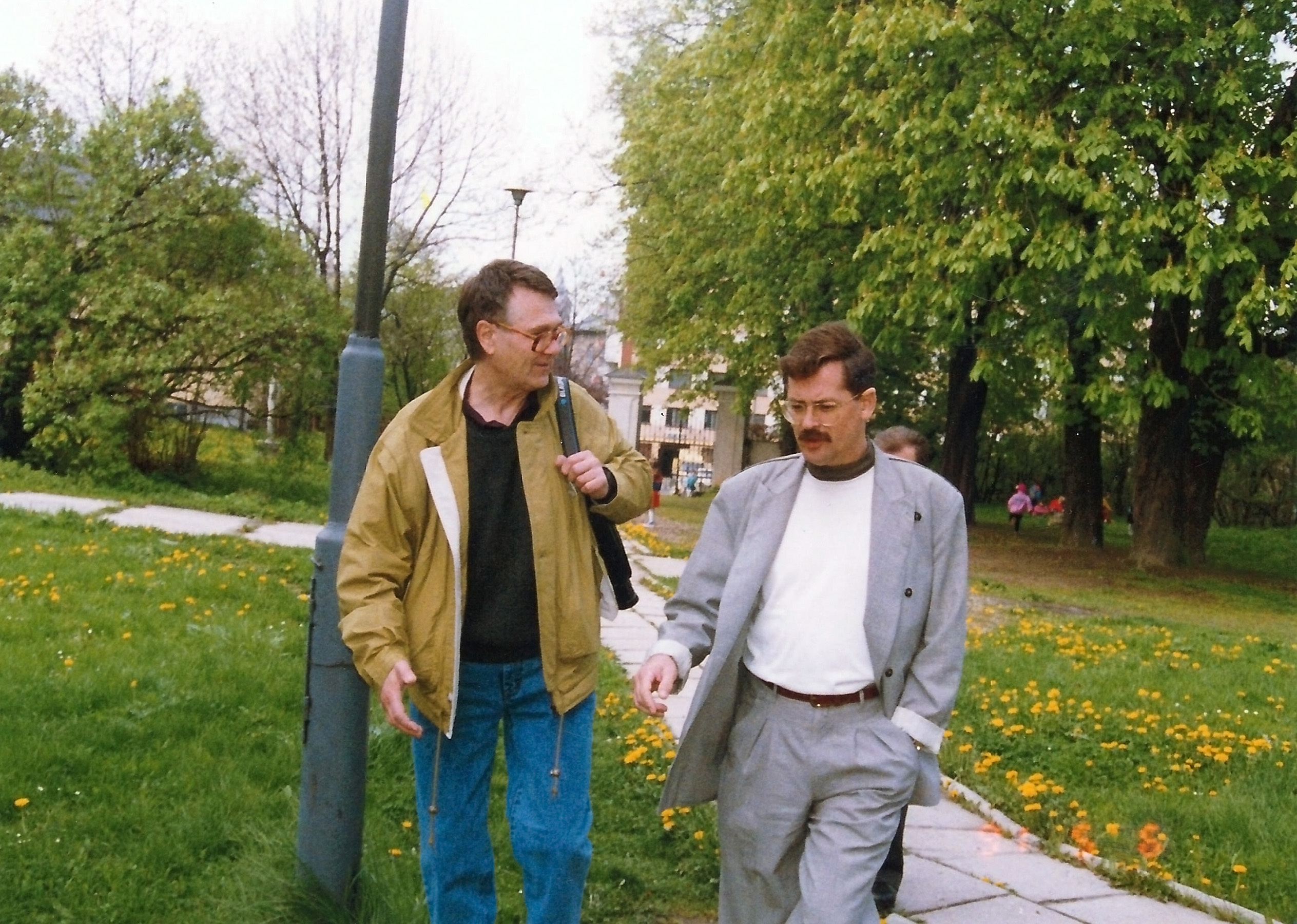
Zdzisław Beksiński, Piotr Dmochowski (1991)

Zdzisław Beksiński (24 de fevereiro de 1929 – 21 de fevereiro de 2005) foi um renomado pintor, fotógrafo e artista fantástico polonês.
Beksiński produzia suas pinturas e desenhos em um estilo que ele chamava ora de "Barroco", ora de "Gótico". O primeiro era dominado pela representação, com os exemplos mais conhecidos advindos de seu período de "realismo fantástico", em que ele pintava imagens perturbadoras de ambientes surrealísticos e atemorizantes. O segundo estilo é mais abstrato, sendo dominado pela forma e tipificado pelas últimas pinturas do artista.
Beksiński morreu assassinado em 2005, aos 75 anos de idade.

## Legado
Beksiński foi considerado em vida como o maior artista contemporâneo polonês. A cidade de Sanok, na Polônia, onde nasceu o pintor, possui um museu dedicado a ele. Um Museu Beksiński contendo 50 pinturas e 120 desenhos do artista da coleção Dmochowski, a maior coleção particular de obras do autor, foi aberto em 2006, na cidade de Częstochowa. Em 18 de março de 2012, com a participação da ministra de desenvolvimento regional Elżbieta Bieńkowska, foi inaugurada a Nova Galeria de Zdzisław Beksiński; com a visita aberta ao público no dia seguinte. Uma "Cruz de Beksiński", no tradicional formato de T comumente pintado pelo artista, foi instalada em uma edição do festival Burning Man.

## Algumas de suas Obras

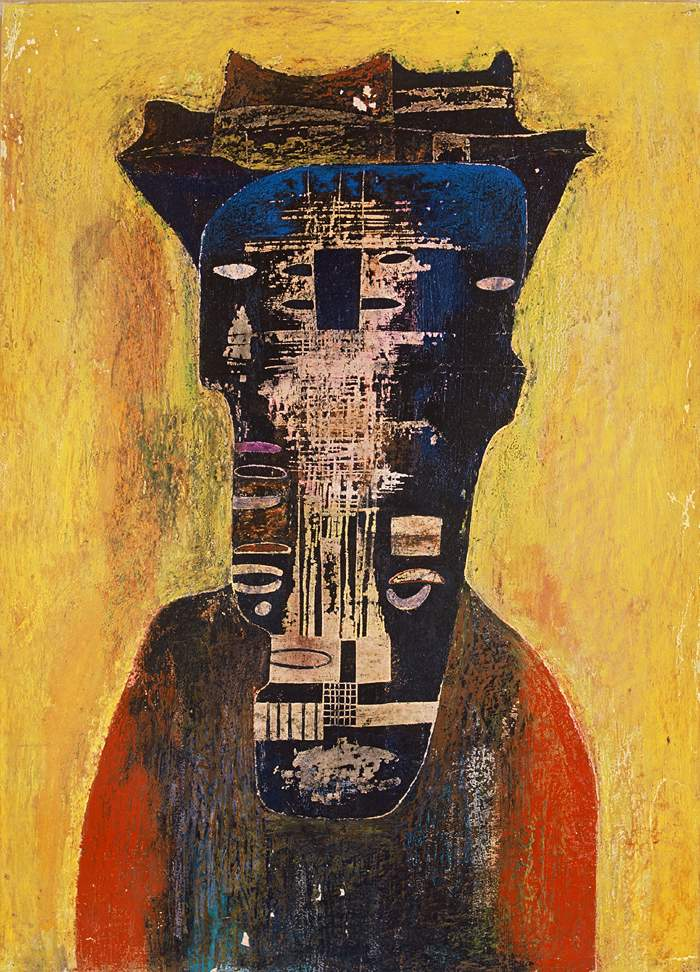
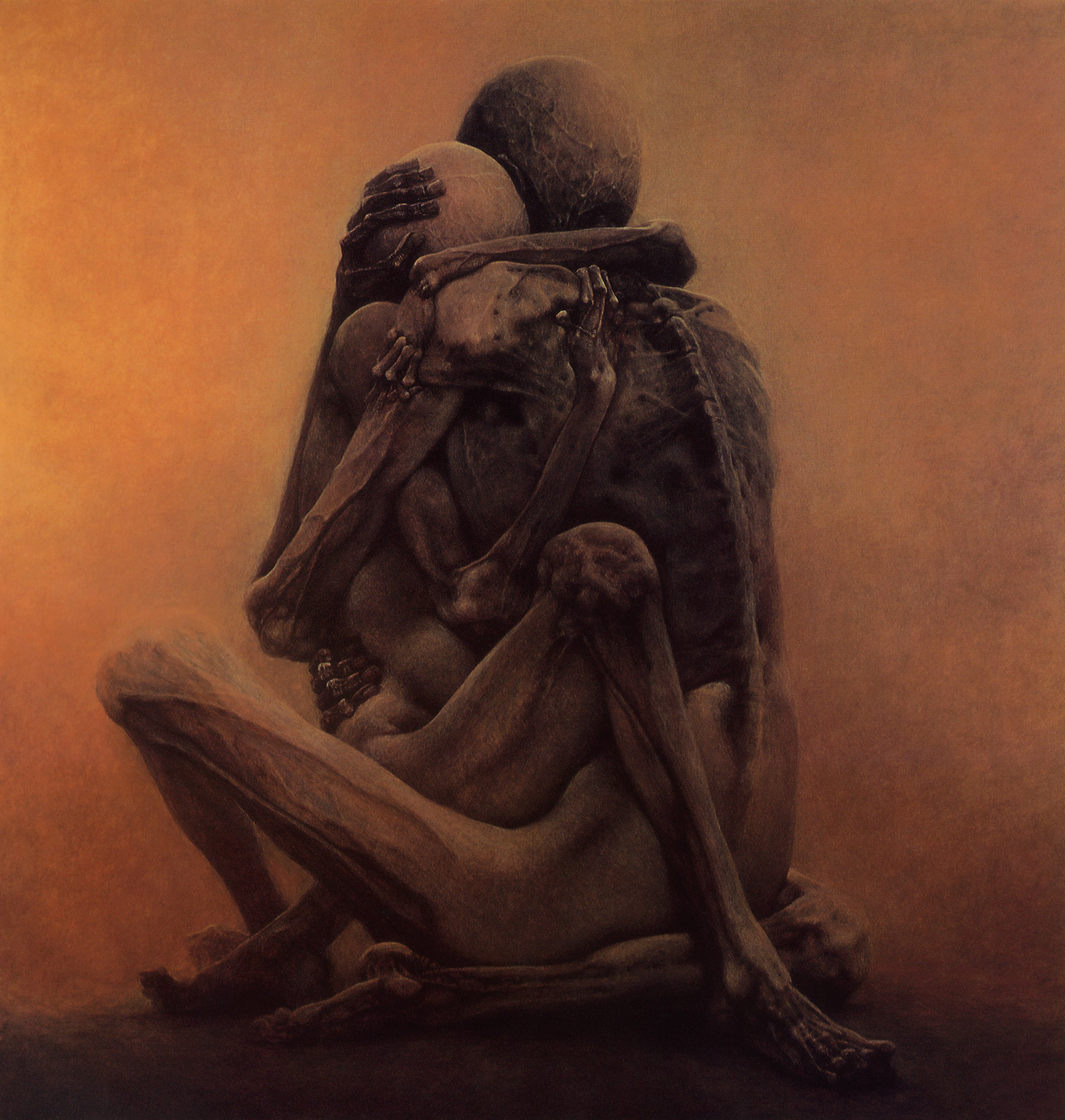
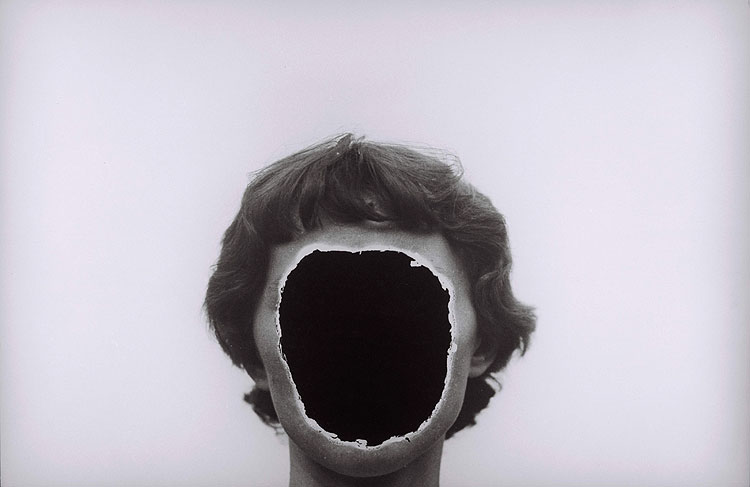
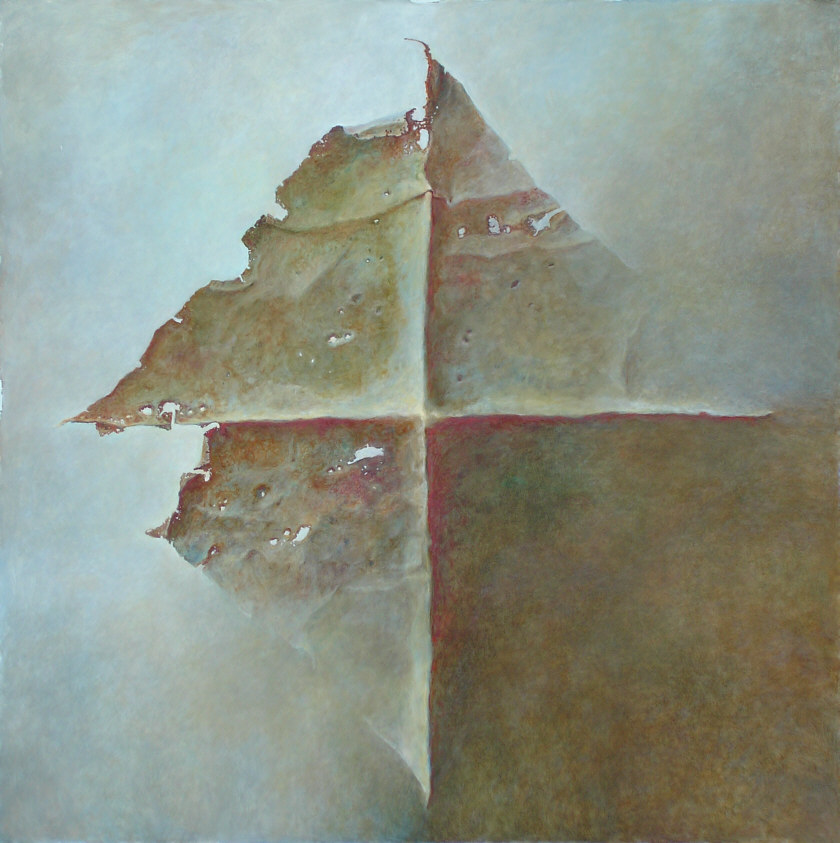
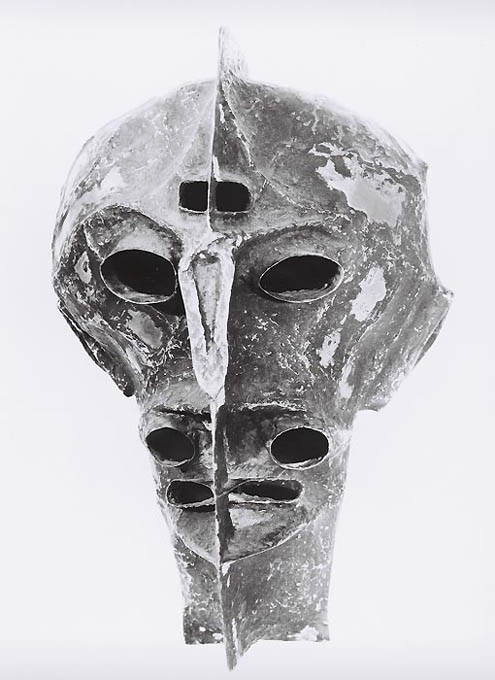
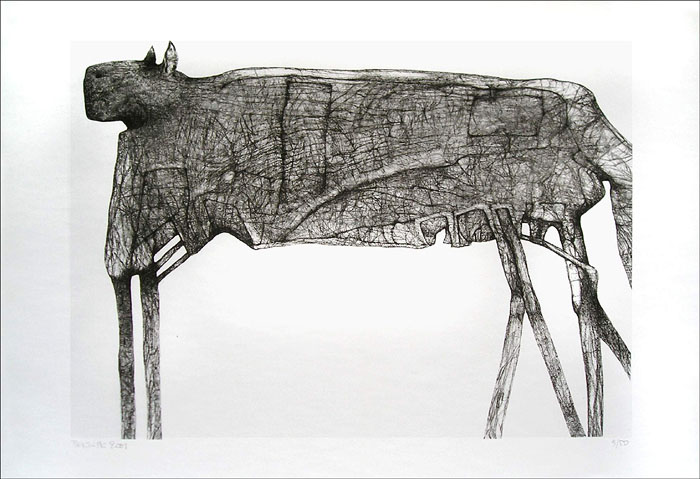
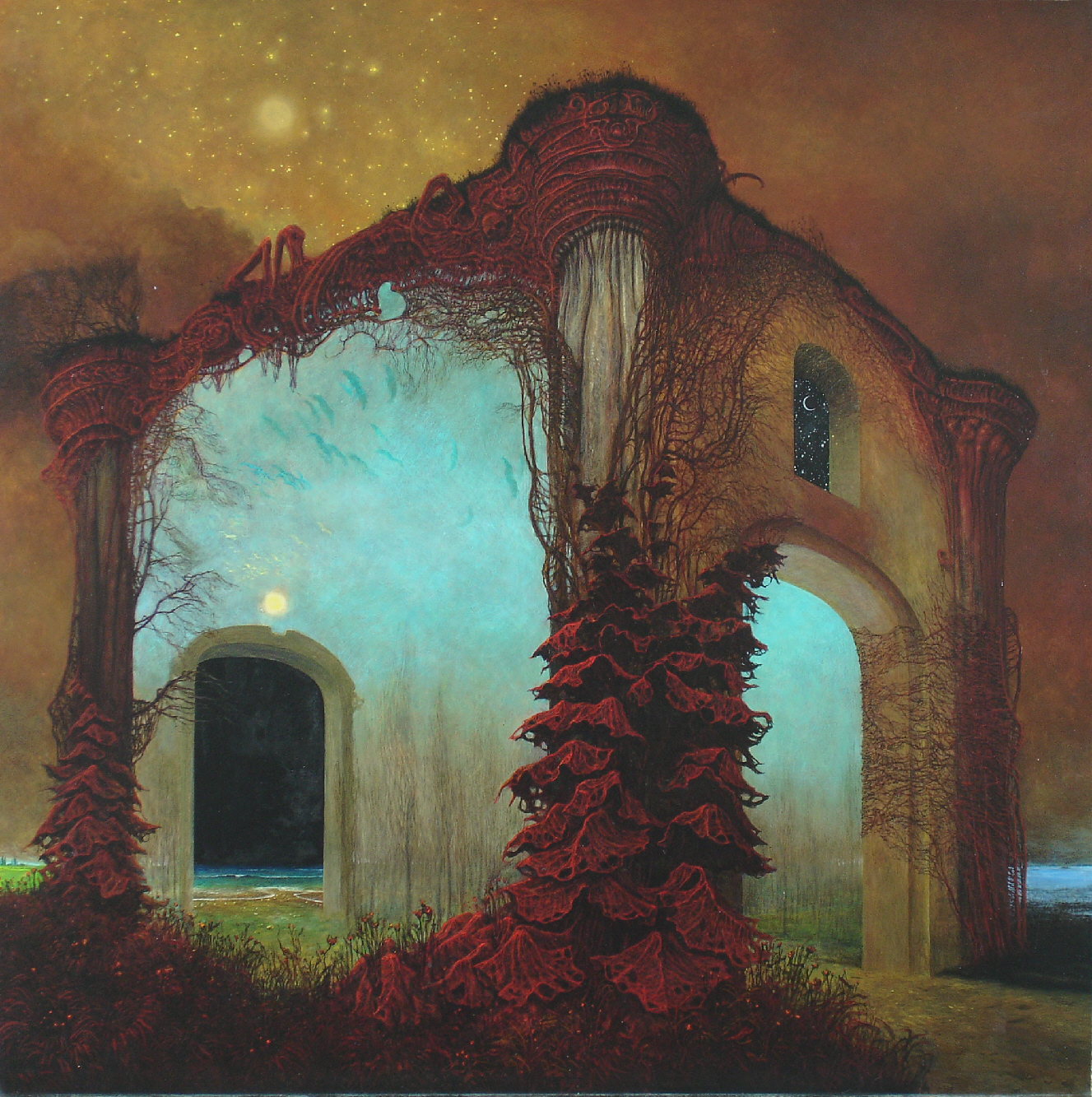